# Cursa dels Nassos
La Cursa dels Nassos (literalmente, en español: Carrera de las Narices) es una carrera atlética de carácter popular, de 10 kilómetros de recorrido, que tiene lugar el 31 de diciembre de cada año (día de San Silvestre) en Barcelona, España. Empezó a disputarse en 1999 como San Silvestre Barcelonesa, hasta que en 2004 tomó la denominación actual. A pesar de su origen histórico en común, no debe confundirse con la actual San Silvestre Barcelonesa que desde 2010 se disputa, el mismo día del año, en San Cugat del Vallés, ya que son pruebas distintas.
La carrera está organizada por el Ayuntamiento de Barcelona, a través del Institut Barcelona Esports, y cuenta con la dirección técnica de la Agrupació Atlètica Catalunya.
En la carrera pueden inscribirse tanto atletas federados como no federados, y de todas las edades. Con 10.000 participantes en su edición de 2011, es la segunda carrera de San Silvestre más multitudinaria de España, tras la vallecana.

## Historia
A imagen y semenjanza de otras carreras populares disputadas el último día del año, la Sant Silvestre Barcelonesa nació por iniciativa del entonces director técnico del Club Natació Montjuïc, Domingo López. Simbólicamente, se eligió como fecha para su primera edición el último día del milenio, el 31 de diciembre de 1999. En esta primera edición participaron 1.710 atletas.
En 2005 adoptó la denominación de Cursa dels Nassos-Sant Silvestre de Barcelona, en referencia al popular personaje de la tradición catalana que hace su aparición el último día del año. En 2010 surgieron discrepancias entre el Ayuntamiento de Barcelona y el director técnico y creador de la prueba, Domingo López, que acusó al consistorio de querer apropiarse de la iniciativa y canviarle el nombre. En consecuencia, López llegó a un acuerdo con el ayuntamiento del vecino municipio de San Cugat del Vallés, para trasladar allí la carrera, recuperando el nombre de Sant Silvestre Barcelonesa - Sant Cugat, al tener registrada la marca.
Por su parte, el Ayuntamiento de Barcelona ha seguido organizando la carrera de San Silvestre en las calles de la capital catalana con el nombre de Cursa dels Nassos, con un progresivo crecimiento de participantes en las últimas ediciones. Con 10.000 corredores en 2011, es la segunda carrera de San Silvestre más multitudinaria de España, tras la vallecana.

## Palmarés

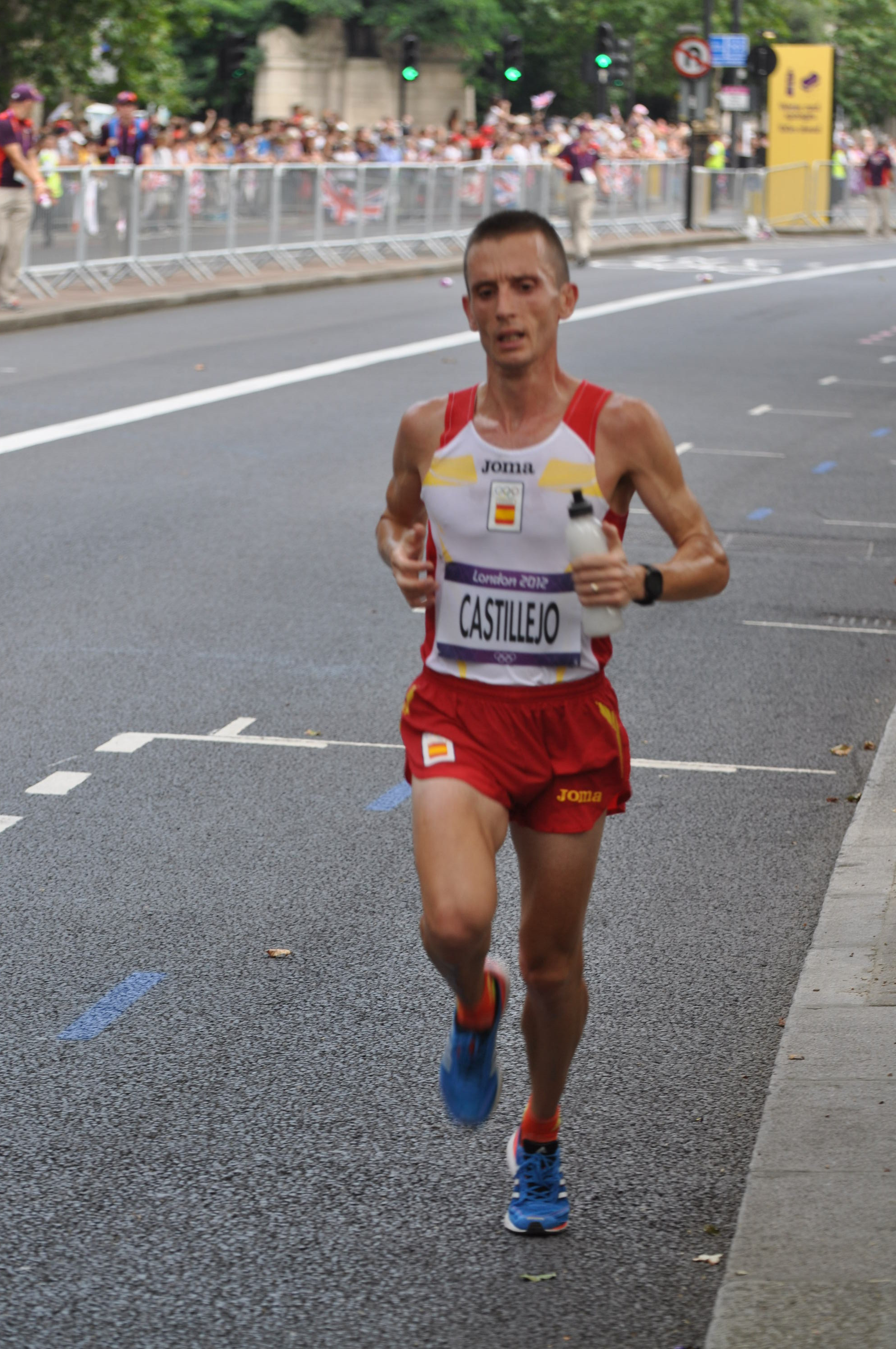
Con tres victorias, Carles Castillejo es el atleta más laureado de la prueba.

### Sant Silvestre Barcelonesa
| Edición | Año  | Participantes | Ganador hombres   | Tiempo | Ganador mujeres   | Tiempo |
| ------- | ---- | ------------- | ----------------- | ------ | ----------------- | ------ |
| I       | 1999 | 1.710         | Daniel Browne     | 24'33" | Lea Kiprono       | 27'45" |
| II      | 2000 | 2.914         | Titus Munji       | 28'13" | Jacqueline Martín | 31'56" |
| III     | 2001 | 2.825         | Pol Guillén       | 29'16" | Eva Sanz          | 33'26" |
| IV      | 2002 | 3.537         | Daniel Browne     | 29'02" | Priscah Jepleting | 32'32" |
| V       | 2003 | 4.750         | Ayad Lamdassem    | 29'08" | Eva Sanz          | 33'01" |
| VI      | 2004 | 4.200         | Carles Castillejo | 28'47" | Rosa Morató       | 32'31" |

### Cursa dels Nassos - Sant Silvestre de Barcelona
| Edición | Año  | Participantes | Ganador hombres   | Tiempo | Ganador mujeres | Tiempo |
| ------- | ---- | ------------- | ----------------- | ------ | --------------- | ------ |
| VII     | 2005 | 5.000         | Philip Kipkoech   | 29'03" | Nancy Kiprop    | 32'48" |
| VIII    | 2006 | 6.052         | Kiprono Menjo     | 29'24" | Tiki Gelana     | 32'57" |
| IX      | 2007 | 7.126         | Peter Bomo        | 29'19" | Pamela Porton   | 33'16" |
| X       | 2008 | 8.280         | José Ríos         | 28'42" | Anna Incerti    | 32'12" |
| XI      | 2009 | 9.000         | Carles Castillejo | 28'41" | Rosa Morató     | 32'06" |

### Cursa dels Nassos
| Edición | Año  | Participantes | Ganador hombres     | Tiempo | Ganador mujeres        | Tiempo |
| ------- | ---- | ------------- | ------------------- | ------ | ---------------------- | ------ |
| XII     | 2010 | 9.500         | Ilias Fifa          | 29'39" | Mónica Roca            | 33'16" |
| XIII    | 2011 | 10.000        | Carles Castillejo   | 29'29" | Lidia Rodríguez        | 33'24" |
| XIV     | 2012 | 10.000        | Carles Castillejo   | 28'29" | Lidia Rodríguez Sierra | 33'20" |
| XV      | 2013 | 11.454        | Ilias Fifa          | 29'30" | Lidia Rodríguez Sierra | 33'04" |
| XVI     | 2014 | 11.300        | Ilias Fifa          | 28'57" | Lidia Rodríguez Sierra | 32'47" |
| XVII    | 2015 | 10.200        | Carles Castillejo   | 28'37" | Lidia Rodríguez Sierra | 33'06" |
| XVIII   | 2016 | 11.389        | Carles Castillejo   | 28'45" | Marta Galimany         | 33'47" |
| XIX     | 2017 | 11.100        | Carles Castillejo   | 28'45" | Marta Galimany         | 33'29" |
| XX      | 2018 | 10.700        | Artur Bossy Anguera | 28'47" | Marta Galimany         | 33'48" |
| XXI     | 2019 | 10.500        |                     |        |                        |        |